# 1906年舊金山大地震

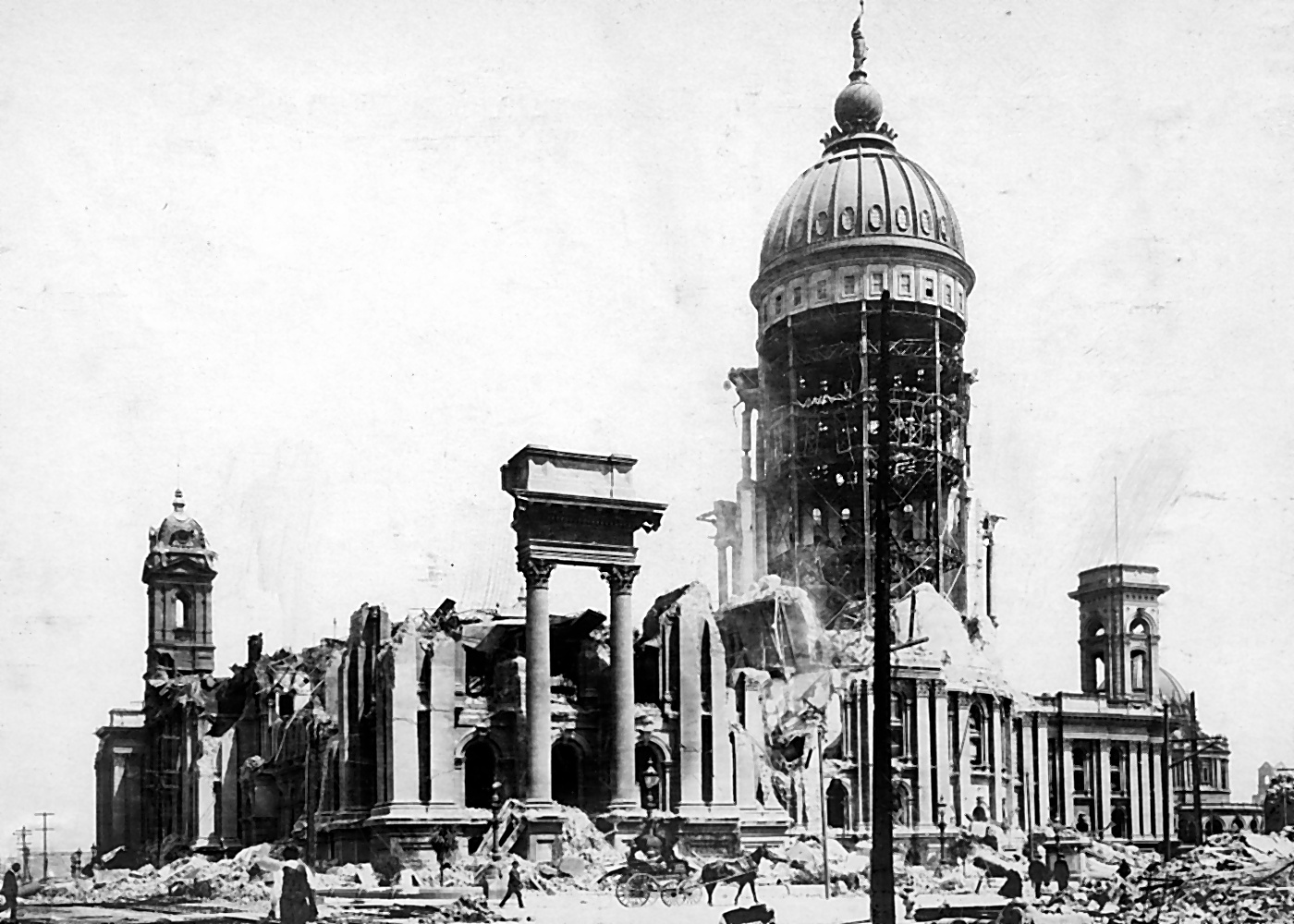
遭震毀的舊金山市政廳，攝於1906年4月20日

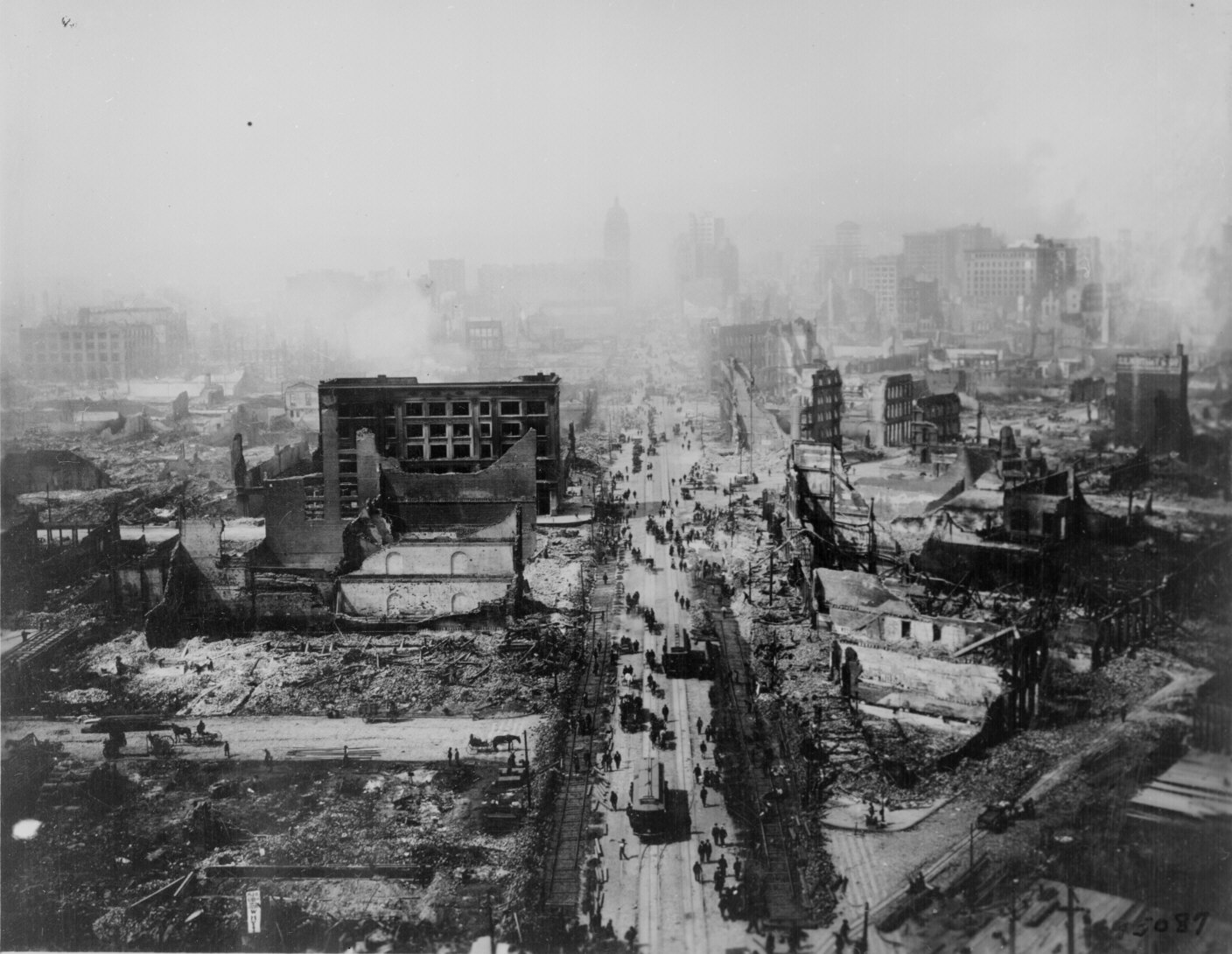
地震後的舊金山

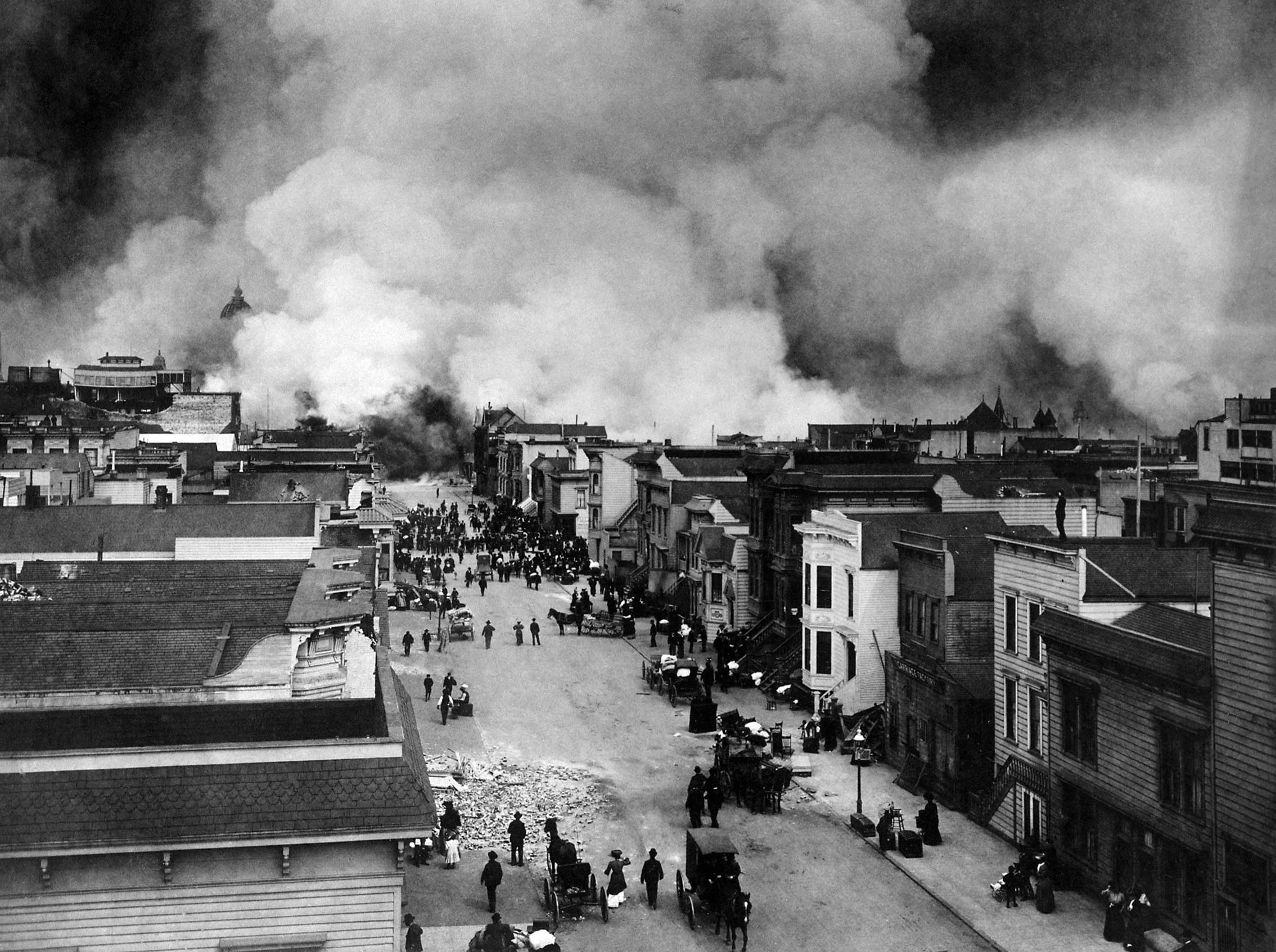
旧金山地震後街景

1906年舊金山大地震，發生於1906年4月18日清晨5點13分左右，芮氏規模為7.8，震央位於接近舊金山的聖安地列斯斷層上。自奧勒岡州到加州洛杉磯，甚至是位於內陸的內華達州都能感受到地震的威力。這場地震及隨之而來的大火，對舊金山造成了嚴重的破壞，可以說是美國歷史上主要城市所遭受最嚴重的自然災害之一（參見）。
當時，政府官員擔心若公布真正的死亡人數，恐怕會造成地價下跌，並影響到重建這個城市所需的一切，因此捏造数据称死亡人數只有478人。时至今日，保守估計死亡人數在3,000人以上，甚至可能高達6,000人。傷亡者大部分集中在舊金山，而在其他的舊金山灣區則約有189人死亡。聖塔羅莎、聖荷西以及史丹福大學也都遭受到嚴重的損害。
40萬人口中，約有22.5至30萬人無家可歸，其中約有一半的難民離開灣區到奧克蘭。报刊消息称在金門公園、Panhandle 公園，以及從Ingleside到北灘的海灘上，都布滿了臨時搭建的帳棚。
这次等级如此之高的地震，被清楚地以相片記錄下來，也使得後來地震學的科學研究蓬勃發展。總計，當時地震所造成的損失，估計高達4億美金。

## 隨之而來的大火
和这场大地震以及随后的餘震相比，随之而来的火灾造成的财产损失甚至更大。城内发生了多处火灾，一些火灾是由于地震导致的天然气管道破裂引发的，有一些是人为纵火，或者是临时帐篷的篝火引发的。因为保险公司只对火灾损失而非地震损失进行赔偿，有些屋主就放火烧自己的已经被地震破坏的房子以便获得赔偿。美国陆军信息部莱纳德D·韦尔德曼上尉在报告中提到当时一位消防员告诉自己附近的居民在焚烧他们的房子。因为他们被告知被地震损坏的房子不会赔偿，除非房子同时也受到火灾。
因为供水系统仍旧瘫痪，消防局只能有很有限的资源去利用。在市中心，几处相近大火混合成了一场更大的火灾。当时，有记者报道中提到其他地方的人们应该明白，不是旧金山城内某些地方发生火灾，而是整个旧金山城都在大火笼罩之下。这场大火最终摧毁了市中心雲尼斯大道的超过500座楼房。雲尼斯大道是一条将旧金山一分为二并且直通旧金山海岸的大动脉通道。
当时有错误的报道说市长Eugene Schmitz和将军Frederick Funston颁布了戒严令。实际上，市长只颁布了一个允许警察和士兵可以当场对趁乱抢劫者开枪的命令。总共有大约500人被枪打伤。政府也尽力控制火势，他们采用炸毁火灾区边缘的建筑物的办法来制造隔离带，可是事与愿违，火药把燃燒物炸得更遠引发更大規模火灾。

## 灾民安置
- 美国陆军修建了5,610套红木和冷杉木的救济房。这些提供给二萬名无家可归的人的住房是由John Mclaren 设计。救济房被分为11个区，并且修建的相近， 然后以2美元的月租出租给人们直到他们的家园重建结束。这些救济房都是草绿色，一方面为了和周边环境协调，另一方面也因为军队手头上有大量的草绿色漆。这些救济房最多时候接纳的人数高达16,448。但是到1907年，大多数人都已经搬出了救济房。之后这些救济房被重新利用，成为了车库，仓库，或者商店。

- 中國方面，清政府接獲消息後，即頒發帑銀十萬兩，交當時美國駐華大使柔克義，作為舊金山大地震賑災之用。另匯出帑銀四萬兩，交駐美大使梁誠，幫助受災華人。[8]

## 分析
- 在羅森（1908）的报告中提到了一个关于地震烈度的重要特点，地震的烈度和地下地质情况有明显的关联。沉积物填满的河谷遭受的地震烈度比附近的河床岩石地的要大，并且，最严重的地震发生在旧金山海岸的填海造地坍塌的地方。现代地震區劃學說的经验证明不同的地质结构拥有不同的地震灾害效果。

- 通过研究这次地震地表的位移和应变, Reid (1910)公式化了他的关于地震源的彈力復完理論，这个理论在今天仍是研究地震週期的基本參考。

- 美国地质调查局估计这次地震的级数为7.9矩震級。这次地震也导致的地表可见断裂长达470千米（290英里）。相當於麥加利地震烈度中七至九級的這條裂缝向陆地延伸了长达80千米的距離。

## 影像
| 视频圖示                     | 市場街的廢墟 受地震毀壞的場面從向東駛出市場街的車上拍攝。 · \| 無法正常觀看？请参见媒体帮助 \| |
| 無法正常觀看？请参见媒体帮助 |                                                                                                |

## 外部連結
- The Great 1906 Earthquake and Fire（页面存档备份，存于） from the Museum of the City of San Francisco website
- San Francisco-1906（页面存档备份，存于） Extensive alalysis, description and photos of the earthquake written by Thomas Newport, a UK Student, in 2006. Brief, concise and excellent for quick research.
- The Great 1906 Earthquake and Fire（页面存档备份，存于） from the Bancroft Library，includes interactive maps and panoramas.
- 1906 San Francisco Quake and Intensity Maps for that earthquake（页面存档备份，存于），from the U.S. Geological Survey site
- Several videos of the aftermath，from the Internet Archive website
- Interactive Earthquake Panoramas（页面存档备份，存于），from a website maintained by a Pennsylvanian graphic artist
- San Francisco in Ruins，Aerial Photographs of George R. Lawrence，reprinted from Landscape, Vol. 30, No. 2
- A Personal Account（页面存档备份，存于）
- 1906 San Francisco Earthquake photos at Western Mining History
- JB Monaco Photography（页面存档备份，存于），Images of the 1906 SF Earthquake from the well-known North Beach photographer
- Before and After the Great Earthquake and Fire: Early Films of San Francisco, 1897-1916（页面存档备份，存于） and, in particular, San Francisco earthquake and fire, April 18, 1906（页面存档备份，存于） from the Library of Congress
- San Francisco-1906（页面存档备份，存于） Extensive alalysis, description and photos of the earthquake written by Thomas Newport, a UK Student, in 2006.